# Cyclopidae
Cyclopidae is een familie van kreeftachtigen uit de orde Cyclopoida.

## Kenmerken
Deze kreeftjes bevatten twee soorten monddelen: maxillae om prooien te grijpen en mandibulae om er stukjes af te scheuren. Sommige soorten kunnen een leeftijd bereiken van meer dan negen maanden.

## Leefwijze
Eenoogkreeftjes uit deze familie zijn kleine, planktonisch levende kreeftachtigen die zowel in zoet water een zeewater leven. Hoewel planktonisch, zijn ze in staat tot vrij snelle bewegingen.

## Voortplanting
Vrouwtjes produceren tijdens hun leven tot tien paar eizakjes, elk met vijftig eieren. Ze dragen deze klompjes eieren, vaak gepaard aan het eerste segment van het onderlijf. De eieren ontwikkelen zich geleidelijk uit opeenvolgende naupliusstadia.

## Geslachten
- Acanthocyclops
- Allocyclops
- Apocyclops
- Bryocyclops
- Cyclops
- Diacyclops
- Ectocyclops
- Eucyclops
- Euryte
- Halicyclops
- Haplocyclops
- Macrocyclops
- Megacyclops
- Mesocyclops
- Metacyclops
- Microcyclops
- Muscocyclops
- Paracyclops
- Thermocyclops
- Tropocyclops